# Manor Lords
Manor Lords — компьютерная игра в жанре средневекового градостроительного симулятора с элементами тактики в реальном времени, разработанная Slavic Magic. Издателем выступает Hooded Horse. Игра вышла в раннем доступе 26 апреля 2024 года.

## Игровой процесс
Manor Lords — это градостроительный симулятор c элементами тактики в реальном времени, действие которого происходит в Европе XIV века. В игре представлены три режима: Rise to Prosperity и On the Edge акцентируют внимание на развитии путём строительства городов и завоевании территорий в результате военных действий, в то время как Restoring the Peace даёт возможность получить более сбалансированный опыт. Manor Lords предлагает определённую свободу действий: игроки могут настраивать такие внутриигровые параметры, как стартовая позиция и наличие угроз за пределами карты.
Строительство города предполагает расширение первоначально небольшого поселения посредством сбора ресурсов и развития торговых сетей, а также борьбу с опасностями, угрожающими внутренней целостности поселения. Manor Lords уделяет большое внимание исторической точности. Игрокам предстоит управлять шестью видами налогообложения и поддерживать баланс между быстрым ростом и природными явлениями, такими как погода и вероятность истощения окружающей среды. Кроме того, помимо привычной для стратегий изометрической перспективы, Manor Lords предлагает игрокам исследовать свои поселения, используя режим камеры от третьего лица.

## Разработка
Игра была анонсирована в июле 2020 года. Разрабатывается польским геймдизайнером-одиночкой Slavic Magic (реальное имя — Гжегож Стычень).
Демоверсия была представлена в рамках фестиваля «Играм быть» в Steam.
В январе 2023 года Hooded Horse заявил о планах выпустить Manor Lords в 2023 году. В конце октября 2023 года разработчики объявили, что игра выйдет в раннем доступе 26 апреля 2024 года, кроме того разработчики показали геймплейный трейлер.
В июне 2024 года было анонсировано, что Manor Lords переходит Unreal Engine 5 и процесс был завершен 22 августа с версией 0.7.987.

## Восприятие

### Продажи
Manor Lords была коммерчески успешна: за первые выходные было продано более миллиона копий, а к февралю 2025 года продажи превысили три миллиона..

### Награды и номинации
| Год  | Награда                       | Категория                                | Результат           | Прим.  |
| ---- | ----------------------------- | ---------------------------------------- | ------------------- | ------ |
| 2024 | Golden Joystick Awards        | Лучшая игра в раннем доступе             | Номинация           | [ 16 ] |
| 2024 | The Game Awards 2024          | Лучшая дебютная инди-игра                | Номинация           | [ 17 ] |
| 2024 | The Game Awards 2024          | Лучший симулятор или стратегия           | Номинация           | [ 17 ] |
| 2025 | Game Developers Choice Awards | Лучший дебют                             | Почетное упоминание | [ 18 ] |
| 2025 | Pégases Awards                | Лучшая иностранная независимая видеоигра | Номинация           | [ 19 ] |